# Gruta de Cocceio
| «         | Ibant obscuri sola sub nocte per umbram... quale per incertam Lunam sub luce maligna est iter in silvis | » |
| — Virgili | |   |

La Gruta de Cocceio (també coneguda com a Gruta de la Pau) és un túnel romà que comunicava la ciutat de Cumes (Itàlia) amb el llac de l'Avern.

## Origen
El túnel, segons Estrabó, va ser projectat i excavat entorn a l'any 37 aC per l'enginyer Lucius Cocceius Auctus, per encàrrec de Marc Vipsani Agripa amb una fi militar, ja que calia comunicar la fortificada ciutat de Cumes, que dominava el litoral del domici-flegreo del Tirrè, amb el Portus Iulius, una important infraestructura naval construïda sobre les conques del llac de l'Avern i del llac Lucrinus, amb un canal artificial projectat pel mateix Cocceius Auctus per comunicar-los amb el golf de Pozzuoli.

## Característiques
El traçat d'aquest túnel va ser excavat íntegrament en el tuf volcànic local amb una longitud de gairebé un km, amb una secció trapezoïdal i una direcció general rectilínia, lleugerament desviada cap a l'Est, i només en aquesta part oriental té un curt espai realitzat amb Opus reticulatum. L'entrada occidental, sobre el llac, està precedida per un vestíbul decorat amb columnes i estatuetes, actualment destruïdes. La ventilació i la il·luminació de l'interior del túnel es van obtenir mitjançant l'excavació de sis pous en el massís de tuf, el major dels quals té 30 m. d'altura. El túnel era suficientment ample com per permetre creuar-se dos carros en el seu interior.
Paral·lel al túnel, al costat septentrional, es va excavar un aqüeducte subterrani, dotat també de pous i caixes de decantació, amb el que es garantia el subministrament d'aigua per al port.

## Llegendes i redescobriment
El túnel també es coneix com a Gruta de la paz, ja que, d'acord amb una llegenda del segle XVI el cavaller espanyol Pedro de Paz, encegat pels consells interessats de mags i nigromants va dilapidar la seva fortuna buscant en va un tresor soterrat a l'interior de la galeria.
La Gruta de Cocceio, oblidada i ignorada durant molt temps, va ser redescoberta al segle xix pels reis Borbons del Regne de Nàpols. Durant la Segona Guerra Mundial va ser usat com a polvorí, i va sofrir danys de consideració quan alguns explosius van detonar accidentalment a l'inici de la postguerra.